# Le Grand Carnaval
Pour plus de détails, voir Fiche technique et Distribution.
Le Grand Carnaval est un film franco-tunisien réalisé par Alexandre Arcady, sorti en 1983.

## Synopsis
Pendant la Seconde Guerre mondiale, en 1942, les soldats Américains débarquent en Algérie pour l'opération Torch. Le débarquement se fait à proximité d'une petite ville nommée Tadjira. Cette sous-préfecture principalement composée de pieds-noirs et d'Algériens devra accueillir les Alliés et vivre avec eux.

## Fiche technique
- Titre : Le Grand Carnaval
- Réalisateur : Alexandre Arcady
- Scénario : Alexandre Arcady, Alain Le Henry et Daniel Saint-Hamont
- Dialogues : Daniel Saint-Hamont
- Producteur : Ariel Zeitoun
- Producteur exécutif : Tarak Ben Ammar
- Production : Partner's Productions, Alexandre Films, Carthago Films, TF1 Films Productions, S.F.P.C. et Soprofilms
- Directeur de production : Michel Frichet
- Musique : Serge Franklin
- Image : Pierre Lhomme
- Cadreur : Gilbert Duhalde
- Décors : Jacques Bufnoir
- Montage : Joële van Effenterre
- Ingénieur du son : Guillaume Sciama
- Mixage : Claude Villand
- Montage son : Laurent Quaglio
- Costumes : Mic Cheminal
- Costumes militaires : Ugo Pericoli
- Réalisateur de seconde équipe : Luc Besson
- Assistants réalisateur : Rémy Duchemin et Marc Angelo
- Scripte : Many Barthod
- Régisseurs : Michel Bernede, Christian Eludut, Farid Chaouche et Habib Chaâri

## Distribution
- Philippe Noiret : Étienne Labrouche
- Roger Hanin : Léon Castelli
- Richard Berry : Rémy Castelli
- Fiona Gélin : Sylvette Landry
- Macha Méril : Armande Labrouche
- Jean-Pierre Bacri : Norbert Castelli
- Marthe Villalonga : Simone Castelli
- Patrick Bruel : Pierre-Marie Labrouche
- Gérard Darmon : Gaby Atlan
- Jean Benguigui : Benjamin Fitoussi
- Peter Riegert : Walter Giammanco
- Alexandre Aja : Raphael
- Michel Creton : José
- Sam Karmann : Rabinovitch
- Attica Guedj : Odette Castelli
- Edward Meeks : colonel Hendricks
- Jean Pélégri : Honoré Labrouche, le père d'Etienne
- Jean-Claude de Goros : Bonnel
- Jean Danet : colonel de Vigny
- Saïd Amadis : Naouri
- Anne Berger : Fortunée Fitoussi
- Lucien Layani : Jacob Atlan
- Georges Carmier : gendarme Perez
- André Lambert : Carasco
- Alain Le Henry : le professeur
- Daniel Saint-Hamont : gendarme Picard
- Tarak Harbi : Messaoud
- Michael Edwards Steven : Charlie